# Fabio Onidi

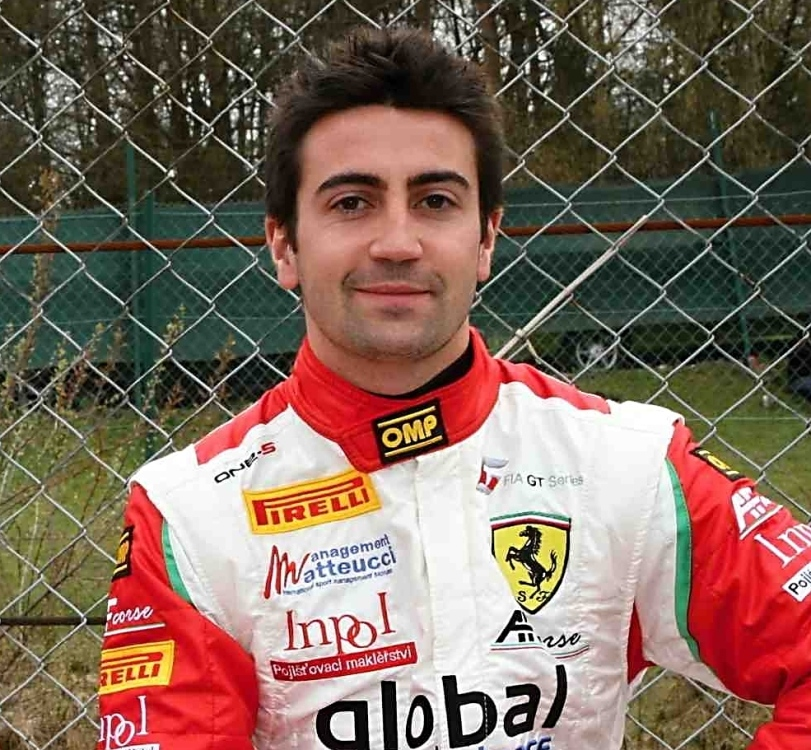
Fabio Onidi, 2020

Fabio Onidi (* 9. März 1988 in Mailand) ist ein italienischer Automobilrennfahrer. Er trat von 2008 bis 2011 in der Auto GP (ehemals Euroseries 3000) an. In dieser Serie wurde er 2008 Vizemeister. 2012 startete er in der GP2-Serie.

## Karriere
Onidi begann seine Motorsportkarriere 2001 im Kartsport, in dem er bis 2003 aktiv war. Unter anderem gewann er 2003 die italienische ICA-Junioren-Meisterschaft. 2004 wechselte er in den Formelsport und wurde Achter in der deutschen Formel BMW. In der folgenden Saison blieb Onidi in der deutschen Formel BMW und beendete seine zweite Saison auf dem elften Gesamtrang. Darüber hinaus wurde er 17. in der Winterserie der britischen Formel Renault. 2006 wechselte Onidi in die britische Formel Renault, in der er den elften Platz im Gesamtklassement belegte. 2007 trat er sowohl in der nordeuropäischen Formel Renault, in der er mit zwei Podest-Platzierungen den neunten Gesamtrang belegte, als auch im Formel Renault 2.0 Eurocup, in dem er 20. wurde, an. Außerdem wurde er Dritter in der Winterserie der italienischen Formel Renault.
2008 wechselte Onidi in die Euroseries 3000 zum italienischen Rennstall GP Racing. Mit zwei Siegen und weiteren vier Podest-Platzierungen wurde er hinter Nicolas Prost Vizemeister. Nachdem er im Winter 2008/2009 zwei Rennen für das italienische Team in der A1GP-Serie absolviert hatte, wechselte er innerhalb der Euroseries 3000 zu FMS International, das sich während der Saison in Coloni Motorsport umbenannte. Er konnte erneut zwei Rennen für sich entscheiden und er belegte am Saisonende den dritten Platz in der Gesamtwertung. 2010 bestritt Onidi seine dritte Saison in der inzwischen in Auto GP umbenannten Meisterschaft. Für das Team Lazarus startend belegte er mit vier dritten Plätzen als beste Resultate den achten Gesamtrang. 2011 blieb Onidi beim Team Lazarus in der Auto GP. Bei einem Unfall in Donington erlitt er eine Fraktur der rechten Hand. Er ließ allerdings keine Veranstaltung aus und trat bereits zwei Wochen nach seinem Unfall wieder an. Mit einem Sieg beendete er die Saison auf dem fünften Gesamtrang. Gegen seinen Teamkollegen Fabrizio Crestani setzte er sich mit 99 zu 92 Punkten durch. Nach der Saison nahm er für Super Nova Racing am GP2 Final 2011 teil und wurde 14.
2012 wechselte Onidi zur Scuderia Coloni in die GP2-Serie. Während seine Teamkollegen Stefano Coletti und Luca Filippi eine Podest-Platzierungen bzw. einen Sieg erzielten, war ein sechster Platz Onidis bestes Resultat. Die Saison beendete er auf dem 20. Platz.

## Statistik

### Karrierestationen
| - 2001–2003: Kartsport - 2004: Deutsche Formel BMW (Platz 8) - 2005: Deutsche Formel BMW (Platz 11) - 2005: Britische Formel Renault, Winterserie (Platz 17) - 2006: Britische Formel Renault (Platz 11) | - 2007: Nordeuropäische Formel Renault (Platz 9) - 2007: Formel Renault 2.0 Eurocup (Platz 20) - 2007: Italienische Formel Renault (Platz 3) - 2008: Euroseries 3000 (Platz 2) - 2009: A1GP | - 2009: Euroseries 3000 (Platz 3) - 2010: Auto GP (Platz 8) - 2011: Auto GP (Platz 5) - 2012: GP2-Serie (Platz 20) |